# Пербе, Жереми
Жереми́ Пербе́ (фр. Jérémy Perbet; род. 12 декабря 1984, Ле-Пюи-ан-Веле, деп. Верхняя Луара) — французский футболист, нападающий бельгийского клуба «Льеж».
2 августа 2003 сделал профессиональный дебют за клуб Клермон в матче с клубом Руан (0:0). Первый гол на профессиональном уровне забил 27 сентября того же года в ворота клуба Геньон. В первом сезоне сыграл в 26 матчах забив 4 мяча.
Играл в бельгийском клубе «Тюбиз», затем в клубе «Локерен». Лучший бомбардир чемпионата Бельгии сезонов 2011/12 и 2015/16.
С 2014 года выступал в турецком клубе «Истанбул ББ».